# الجمیلیه
الجمیلیه یک منطقهٔ مسکونی در قطر است که در شهرداری الریان واقع شده‌است. الجمیلیه ۲۷٫۶ کیلومتر مربع مساحت دارد.